# Льода Немижанка
Льода Немижанка (пол. Loda Niemirzanka, 23 листопада 1909, м. Варшава, Польща – †14 серпня 1984, м. Лондон) — польська танцюристка, акторка театру, кіно і кабаре.

## Біографія
Льода Немижанка народилася 23 листопада 1909 року в Варшаві. Дебютувала на сцені в балеті у Вільнюсі у 1924 році, танцювала в кабаре, в театрах вар'єте. Акторка театрів в Лодзі, Варшаві та Ченстохові.
Померла 14 серпня 1984 року в Лондоні.

## Вибрана фільмографія
- 1933 — Шпигун у масці
- 1936 — Буде краще / Bedzie lepiej
- 1936 — Пан Твардовський